# Stamnodes narzanica
Stamnodes narzanica är en fjärilsart som beskrevs av Alphéraky 1877. Stamnodes narzanica ingår i släktet Stamnodes och familjen mätare. Inga underarter finns listade i Catalogue of Life.